# Philipp Maume
Philipp Maume (* 1978 in Heide) ist ein deutscher Jurist und Hochschullehrer an der TUM School of Management der Technischen Universität München.

## Leben und Werdegang
Maume studierte an der Albert-Ludwigs-Universität Freiburg Rechtswissenschaft (1998–2003) und absolvierte den juristischen Vorbereitungsdienst am OLG Karlsruhe (2003–2005). Er wurde 2009 an der Universität Augsburg zum Dr. iur. promoviert. Im Jahr 2010 wechselte Maume für einen Forschungsaufenthalt an die La Trobe University School of Law (Melbourne), wo er auch als Lehrbeauftragter tätig war. Dort erwarb er 2013 einen Doctor of Juridical Science (S.J.D.) im Kapitalmarktrecht. Von 2012 bis 2013 war er am Department of Business Law and Taxation der Monash University (Melbourne) beschäftigt. 2013 nahm er einen Ruf auf die neugeschaffene Professur für Corporate Governance und Capital Markets Law an der Technischen Universität München an. Damit gehörte er zur ersten Generation Wissenschaftler, die in Deutschland auf eine Tenure-Track Professur berufen wurden. Nach positiver Tenure-Evaluation wurde er 2019 als W3-Professor auf Lebenszeit ernannt.

## Fachliche Schwerpunkte
Seine Forschungsschwerpunkte liegen im Recht der Kapitalmärkte, der kapitalmarktorientierten Gesellschaften sowie im Verbraucherschutzrecht. Von besonderem Interesse ist dabei das Recht der Finanztechnologie (FinTech) und hier die Regulierung der Blockchain-Technologie. Er ist geschäftsführender Mitherausgeber und Schriftleiter der Zeitschrift für Bank- und Kapitalmarktrecht (BKR) sowie ein Gründungsherausgeber der Zeitschrift für das Recht der Familienunternehmen (RFamU).

## Werke (Auswahl)
- Maume, Der kartellrechtliche Zwangslizenzeinwand im Patentverletzungsprozess (Dissertation, Carl Heymanns, München 2010)
- Maume, Conflict of Interest and Disclosure under Company Law: A Continental-European Perspective on Legal Origins, (2016) 16 Journal of Corporate Law Studies (JCLS) 69-99
- Maume, Staatliche Rechtsdurchsetzung im deutschen Kapitalmarktrecht: eine kritische Bestandsaufnahme, (2016) 180 Zeitschrift für das gesamte Handelsrecht und Wirtschaftsrecht (ZHR) 358-395
- Maume/Fromberger, Regulation of Initial Coin Offerings: Reconciling US and EU Securities Laws, (2019) 19.2 Chicago Journal of International Law 548-585
- Maume, Regulating Robo-Advisory, (2019) 55 Texas International Law Journal 49-87
- Maume/Maute (Hrsg.), Rechtshandbuch Kryptowerte (C.H. Beck, München 2020)
- Maume/Fromberger, Die Blockchain-Aktie, Zeitschrift für das gesamte Handelsrecht und Wirtschaftsrecht (ZHR) 185 (2021) 507-555